# Almerinda Farias Gama
Almerinda Farias Gama (Maceió, 16 de mayo de 1899-Río de Janeiro, 1992) fue una abogada, política, sindicalista y activista feminista brasileña considerada como una de primeras mujeres afrobrasileñas que participó en la política de su país.

## Vida y obra
Hija de José Antônio Gama e Eulália da Rocha Gama, fue partícipe de diversas organizaciones en pro de los derechos de las mujeres y los derechos de los trabajadores, tales como la Federación Brasileña por el Progreso Femenino; además, fue una de las fundadoras del Sindicado de Mecanógrafos y Taquígrafos del Distrito Federal (1931), agrupación cuya influencia permitió incluirla como la única mujer con derecho a voto para elegir representantes en la Asamblea Nacional Constituyente de 1934. Participó además como candidata al senado en las elecciones del 14 de octubre de 1934.
Incursionó también como ensayista en el periódico A Província.